# Vuelta a Portugal 2020
La 82.ª edición de la Vuelta a Portugal fue una carrera de ciclismo en ruta por etapas que se celebró entre el 27 y el 5 de octubre de 2020 con inicio en la ciudad de Fafe y final en la ciudad de Lisboa en Portugal. El recorrido constó de un total de 9 etapas sobre una distancia total de 1183,9 km.
La carrera hizo parte del circuito UCI Europe Tour 2020 dentro de la categoría 2.1 y fue ganada por el portugués Amaro Antunes del W52-FC Porto. Completaron el podio, como segundo y tercer clasificado respectivamente, el español Gustavo César Veloso, compañero de equipo del vencedor, y el también portugués Frederico Figueiredo del Atum General-Tavira-Maria Nova Hotel.

## Equipos participantes
Tomaron la partida un total de 14 equipos, de los cuales 5 son de categoría UCI ProTeam y 9 de categoría Continental, quienes conformaron un pelotón de 98 ciclistas de los cuales terminaron 89. Los equipos participantes fueron:
| ProTeams (5)- Burgos-BH - Caja Rural-Seguros RGA - Nippo Delko One Provence - Rally Cycling - Arkéa-Samsic Equipos continentales (9)- W52-FC Porto - Tavira - Aviludo-Louletano - Efapel - L.A. Aluminios / L.A. Sport - Miranda-Mortágua - RP-Boavista - Feirense - Kelly-InOutBuild-UD Oliveirense |
| |

## Etapas
| Etapa     | Fecha     | Recorrido                          | type                    | Distancia (km) | Ganador              | Líder                |
| --------- | --------- | ---------------------------------- | ----------------------- | -------------- | -------------------- | -------------------- |
| Prólogo   | 27 de sep | Fafe – Fafe                        | contrarreloj individual | 7              | Gustavo César Veloso | Gustavo César Veloso |
| 1.ª etapa | 28 de sep | Montalegre – Viana do Castelo      | etapa escarpada         | 180            | Luís Gomes           | Gustavo César Veloso |
| 2.ª etapa | 29 de sep | Paredes – Alto da Senhora da Graça | etapa de montaña        | 167            | Amaro Antunes        | Amaro Antunes        |
| 3.ª etapa | 30 de sep | Felgueiras – Viseo                 | etapa escarpada         | 171,9          | Oier Lazkano         | Amaro Antunes        |
| 4.ª etapa | 1 de oct  | Guarda – Torre                     | etapa de montaña        | 148            | Joni Brandão         | Amaro Antunes        |
| 5.ª etapa | 2 de oct  | Oliveira do Hospital – Águeda      | etapa escarpada         | 176,3          | Daniel McLay         | Amaro Antunes        |
| 6.ª etapa | 3 de oct  | Caldas da Rainha – Torres Vedras   | etapa llana             | 155            | Daniel McLay         | Amaro Antunes        |
| 7.ª etapa | 4 de oct  | Loures – Setúbal                   | etapa escarpada         | 161            | António Carvalho     | Amaro Antunes        |
| 8.ª etapa | 5 de oct  | Lisboa – Lisboa                    | contrarreloj individual | 17,7           | Gustavo César Veloso | Amaro Antunes        |

## Desarrollo de la carrera

### Prólogo
| Fafe - Fafe | contrarreloj individual | (7 km) |

| \| Clasificación de la etapa \| Clasificación de la etapa \| Clasificación de la etapa \| Clasificación de la etapa \| Clasificación de la etapa \| \| Ciclista \| Ciclista \| Equipo \| Tiempo \| \| \| ------------------------- \| ------------------------- \| ------------------------- \| ------------------------- \| ------------------------- \| \| 1.º \| Gustavo César Veloso \| W52-FC Porto \| 9 min 39 s \| \| \| 2.º \| Rafael Reis \| Feirense \| + 1 s \| \| \| 3.º \| Daniel Mestre \| W52-FC Porto \| + 1 s \| \| \| 4.º \| Daniel Freitas \| Miranda-Mortágua \| + 4 s \| \| \| 5.º \| António Carvalho \| Efapel \| + 6 s \| \| \| 6.º \| Joni Brandão \| Efapel \| + 7 s \| \| \| 7.º \| Samuel Caldeira \| W52-FC Porto \| + 8 s \| \| \| 8.º \| João Rodrigues \| W52-FC Porto \| + 8 s \| \| \| 9.º \| Christophe Noppe \| Arkéa-Samsic \| + 10 s \| \| \| 10.º \| Vicente García de Mateos \| Aviludo-Louletano \| + 12 s \| \| |                          |                   |            |
| |                          |                   |            |
| Fuente: ProCyclingStats |                          |                   |            |
| Clasificación de la etapa |                          |                   |            |
| Ciclista | Ciclista                 | Equipo            | Tiempo     |
| 1.º | Gustavo César Veloso     | W52-FC Porto      | 9 min 39 s |
| 2.º | Rafael Reis              | Feirense          | + 1 s      |
| 3.º | Daniel Mestre            | W52-FC Porto      | + 1 s      |
| 4.º | Daniel Freitas           | Miranda-Mortágua  | + 4 s      |
| 5.º | António Carvalho         | Efapel            | + 6 s      |
| 6.º | Joni Brandão             | Efapel            | + 7 s      |
| 7.º | Samuel Caldeira          | W52-FC Porto      | + 8 s      |
| 8.º | João Rodrigues           | W52-FC Porto      | + 8 s      |
| 9.º | Christophe Noppe         | Arkéa-Samsic      | + 10 s     |
| 10.º | Vicente García de Mateos | Aviludo-Louletano | + 12 s     |

| \| Clasificación general \| Clasificación general \| Clasificación general \| Clasificación general \| Clasificación general \| \| Ciclista \| Ciclista \| Equipo \| Tiempo \| \| \| --------------------- \| ------------------------ \| --------------------- \| --------------------- \| --------------------- \| \| 1.º \| Gustavo César Veloso \| W52-FC Porto \| 9 min 39 s \| \| \| 2.º \| Rafael Reis \| Feirense \| + 1 s \| \| \| 3.º \| Daniel Mestre \| W52-FC Porto \| + 1 s \| \| \| 4.º \| Daniel Freitas \| Miranda-Mortágua \| + 4 s \| \| \| 5.º \| António Carvalho \| Efapel \| + 6 s \| \| \| 6.º \| Joni Brandão \| Efapel \| + 7 s \| \| \| 7.º \| Samuel Caldeira \| W52-FC Porto \| + 8 s \| \| \| 8.º \| João Rodrigues \| W52-FC Porto \| + 8 s \| \| \| 9.º \| Christophe Noppe \| Arkéa-Samsic \| + 10 s \| \| \| 10.º \| Vicente García de Mateos \| Aviludo-Louletano \| + 12 s \| \| |                          |                   |            |
| |                          |                   |            |
| Fuente: ProCyclingStats |                          |                   |            |
| Clasificación general |                          |                   |            |
| Ciclista | Ciclista                 | Equipo            | Tiempo     |
| 1.º | Gustavo César Veloso     | W52-FC Porto      | 9 min 39 s |
| 2.º | Rafael Reis              | Feirense          | + 1 s      |
| 3.º | Daniel Mestre            | W52-FC Porto      | + 1 s      |
| 4.º | Daniel Freitas           | Miranda-Mortágua  | + 4 s      |
| 5.º | António Carvalho         | Efapel            | + 6 s      |
| 6.º | Joni Brandão             | Efapel            | + 7 s      |
| 7.º | Samuel Caldeira          | W52-FC Porto      | + 8 s      |
| 8.º | João Rodrigues           | W52-FC Porto      | + 8 s      |
| 9.º | Christophe Noppe         | Arkéa-Samsic      | + 10 s     |
| 10.º | Vicente García de Mateos | Aviludo-Louletano | + 12 s     |

### 1.ª etapa
| Montalegre - Viana do Castelo | etapa escarpada | (180 km) |

| \| Clasificación de la etapa \| Clasificación de la etapa \| Clasificación de la etapa \| Clasificación de la etapa \| Clasificación de la etapa \| \| Ciclista \| Ciclista \| Equipo \| Tiempo \| \| \| ------------------------- \| ------------------------- \| ------------------------- \| ------------------------- \| ------------------------- \| \| 1.º \| Luís Gomes \| Kelly-Simoldes-UDO \| 4 h 24 min 41 s \| \| \| 2.º \| Daniel Mestre \| W52-FC Porto \| + 0 s \| \| \| 3.º \| Gustavo César Veloso \| W52-FC Porto \| + 0 s \| \| \| 4.º \| António Carvalho \| Efapel \| + 0 s \| \| \| 5.º \| João Rodrigues \| W52-FC Porto \| + 0 s \| \| \| 6.º \| Vicente García de Mateos \| Aviludo-Louletano \| + 0 s \| \| \| 7.º \| Daniel Freitas \| Miranda-Mortágua \| + 0 s \| \| \| 8.º \| Mauro Finetto \| Nippo-Delko One Provence \| + 0 s \| \| \| 9.º \| Diego Rubio \| Burgos-BH \| + 0 s \| \| \| 10.º \| Amaro Antunes \| W52-FC Porto \| + 0 s \| \| |                          |                          |                 |
| |                          |                          |                 |
| Fuente: ProCyclingStats |                          |                          |                 |
| Clasificación de la etapa |                          |                          |                 |
| Ciclista | Ciclista                 | Equipo                   | Tiempo          |
| 1.º | Luís Gomes               | Kelly-Simoldes-UDO       | 4 h 24 min 41 s |
| 2.º | Daniel Mestre            | W52-FC Porto             | + 0 s           |
| 3.º | Gustavo César Veloso     | W52-FC Porto             | + 0 s           |
| 4.º | António Carvalho         | Efapel                   | + 0 s           |
| 5.º | João Rodrigues           | W52-FC Porto             | + 0 s           |
| 6.º | Vicente García de Mateos | Aviludo-Louletano        | + 0 s           |
| 7.º | Daniel Freitas           | Miranda-Mortágua         | + 0 s           |
| 8.º | Mauro Finetto            | Nippo-Delko One Provence | + 0 s           |
| 9.º | Diego Rubio              | Burgos-BH                | + 0 s           |
| 10.º | Amaro Antunes            | W52-FC Porto             | + 0 s           |

| \| Clasificación general \| Clasificación general \| Clasificación general \| Clasificación general \| Clasificación general \| \| Ciclista \| Ciclista \| Equipo \| Tiempo \| \| \| --------------------- \| ------------------------ \| --------------------- \| --------------------- \| --------------------- \| \| 1.º \| Gustavo César Veloso \| W52-FC Porto \| 4 h 34 min 20 s \| \| \| 2.º \| Daniel Mestre \| W52-FC Porto \| + 1 s \| \| \| 3.º \| Daniel Freitas \| Miranda-Mortágua \| + 4 s \| \| \| 4.º \| António Carvalho \| Efapel \| + 6 s \| \| \| 5.º \| Joni Brandão \| Efapel \| + 7 s \| \| \| 6.º \| João Rodrigues \| W52-FC Porto \| + 8 s \| \| \| 7.º \| Rafael Reis \| Feirense \| + 11 s \| \| \| 8.º \| Vicente García de Mateos \| Aviludo-Louletano \| + 12 s \| \| \| 9.º \| Gavin Mannion \| Rally Cycling \| + 14 s \| \| \| 10.º \| Luís Gomes \| Kelly-Simoldes-UDO \| + 17 s \| \| |                          |                    |                 |
| |                          |                    |                 |
| Fuente: ProCyclingStats |                          |                    |                 |
| Clasificación general |                          |                    |                 |
| Ciclista | Ciclista                 | Equipo             | Tiempo          |
| 1.º | Gustavo César Veloso     | W52-FC Porto       | 4 h 34 min 20 s |
| 2.º | Daniel Mestre            | W52-FC Porto       | + 1 s           |
| 3.º | Daniel Freitas           | Miranda-Mortágua   | + 4 s           |
| 4.º | António Carvalho         | Efapel             | + 6 s           |
| 5.º | Joni Brandão             | Efapel             | + 7 s           |
| 6.º | João Rodrigues           | W52-FC Porto       | + 8 s           |
| 7.º | Rafael Reis              | Feirense           | + 11 s          |
| 8.º | Vicente García de Mateos | Aviludo-Louletano  | + 12 s          |
| 9.º | Gavin Mannion            | Rally Cycling      | + 14 s          |
| 10.º | Luís Gomes               | Kelly-Simoldes-UDO | + 17 s          |

### 2.ª etapa
| Paredes - Alto da Senhora da Graça | etapa de montaña | (167 km) |

| \| Clasificación de la etapa \| Clasificación de la etapa \| Clasificación de la etapa \| Clasificación de la etapa \| Clasificación de la etapa \| \| Ciclista \| Ciclista \| Equipo \| Tiempo \| \| \| ------------------------- \| ------------------------- \| ------------------------------------ \| ------------------------- \| ------------------------- \| \| 1.º \| Amaro Antunes \| W52-FC Porto \| 4 h 25 min 50 s \| \| \| 2.º \| Frederico Figueiredo \| Atum General-Tavira-Maria Nova Hotel \| + 22 s \| \| \| 3.º \| João Benta \| Rádio Popular-Boavista \| + 1 min 13 s \| \| \| 4.º \| Simon Carr \| Nippo-Delko One Provence \| + 1 min 20 s \| \| \| 5.º \| Gustavo César Veloso \| W52-FC Porto \| + 1 min 45 s \| \| \| 6.º \| Vicente García de Mateos \| Aviludo-Louletano \| + 1 min 45 s \| \| \| 7.º \| Ricardo Vilela \| Burgos-BH \| + 1 min 45 s \| \| \| 8.º \| Joni Brandão \| Efapel \| + 1 min 45 s \| \| \| 9.º \| Cristián Rodríguez \| Caja Rural-Seguros RGA \| + 1 min 49 s \| \| \| 10.º \| Alejandro Marque \| Atum General-Tavira-Maria Nova Hotel \| + 1 min 49 s \| \| |                          |                                      |                 |
| |                          |                                      |                 |
| Fuente: ProCyclingStats |                          |                                      |                 |
| Clasificación de la etapa |                          |                                      |                 |
| Ciclista | Ciclista                 | Equipo                               | Tiempo          |
| 1.º | Amaro Antunes            | W52-FC Porto                         | 4 h 25 min 50 s |
| 2.º | Frederico Figueiredo     | Atum General-Tavira-Maria Nova Hotel | + 22 s          |
| 3.º | João Benta               | Rádio Popular-Boavista               | + 1 min 13 s    |
| 4.º | Simon Carr               | Nippo-Delko One Provence             | + 1 min 20 s    |
| 5.º | Gustavo César Veloso     | W52-FC Porto                         | + 1 min 45 s    |
| 6.º | Vicente García de Mateos | Aviludo-Louletano                    | + 1 min 45 s    |
| 7.º | Ricardo Vilela           | Burgos-BH                            | + 1 min 45 s    |
| 8.º | Joni Brandão             | Efapel                               | + 1 min 45 s    |
| 9.º | Cristián Rodríguez       | Caja Rural-Seguros RGA               | + 1 min 49 s    |
| 10.º | Alejandro Marque         | Atum General-Tavira-Maria Nova Hotel | + 1 min 49 s    |

| \| Clasificación general \| Clasificación general \| Clasificación general \| Clasificación general \| Clasificación general \| \| Ciclista \| Ciclista \| Equipo \| Tiempo \| \| \| --------------------- \| ------------------------ \| ------------------------------------ \| --------------------- \| --------------------- \| \| 1.º \| Amaro Antunes \| W52-FC Porto \| 9 h 00 min 42 s \| \| \| 2.º \| Frederico Figueiredo \| Atum General-Tavira-Maria Nova Hotel \| + 13 s \| \| \| 3.º \| Gustavo César Veloso \| W52-FC Porto \| + 1 min 13 s \| \| \| 4.º \| João Benta \| Rádio Popular-Boavista \| + 1 min 17 s \| \| \| 5.º \| Joni Brandão \| Efapel \| + 1 min 20 s \| \| \| 6.º \| Daniel Freitas \| Miranda-Mortágua \| + 1 min 25 s \| \| \| 7.º \| Vicente García de Mateos \| Aviludo-Louletano \| + 1 min 25 s \| \| \| 8.º \| João Rodrigues \| W52-FC Porto \| + 1 min 29 s \| \| \| 9.º \| Alejandro Marque \| Atum General-Tavira-Maria Nova Hotel \| + 1 min 38 s \| \| \| 10.º \| Simon Carr \| Nippo-Delko One Provence \| + 1 min 38 s \| \| |                          |                                      |                 |
| |                          |                                      |                 |
| Fuente: ProCyclingStats |                          |                                      |                 |
| Clasificación general |                          |                                      |                 |
| Ciclista | Ciclista                 | Equipo                               | Tiempo          |
| 1.º | Amaro Antunes            | W52-FC Porto                         | 9 h 00 min 42 s |
| 2.º | Frederico Figueiredo     | Atum General-Tavira-Maria Nova Hotel | + 13 s          |
| 3.º | Gustavo César Veloso     | W52-FC Porto                         | + 1 min 13 s    |
| 4.º | João Benta               | Rádio Popular-Boavista               | + 1 min 17 s    |
| 5.º | Joni Brandão             | Efapel                               | + 1 min 20 s    |
| 6.º | Daniel Freitas           | Miranda-Mortágua                     | + 1 min 25 s    |
| 7.º | Vicente García de Mateos | Aviludo-Louletano                    | + 1 min 25 s    |
| 8.º | João Rodrigues           | W52-FC Porto                         | + 1 min 29 s    |
| 9.º | Alejandro Marque         | Atum General-Tavira-Maria Nova Hotel | + 1 min 38 s    |
| 10.º | Simon Carr               | Nippo-Delko One Provence             | + 1 min 38 s    |

### 3.ª etapa
| Felgueiras - Viseo | etapa escarpada | (171,9 km) |

| \| Clasificación de la etapa \| Clasificación de la etapa \| Clasificación de la etapa \| Clasificación de la etapa \| Clasificación de la etapa \| \| Ciclista \| Ciclista \| Equipo \| Tiempo \| \| \| ------------------------- \| ------------------------- \| ------------------------------------ \| ------------------------- \| ------------------------- \| \| 1.º \| Oier Lazkano \| Caja Rural-Seguros RGA \| 4 h 13 min 15 s \| \| \| 2.º \| Daniel McLay \| Arkéa-Samsic \| + 15 s \| \| \| 3.º \| Leangel Linarez \| Miranda-Mortágua \| + 15 s \| \| \| 4.º \| Luís Gomes \| Kelly-Simoldes-UDO \| + 15 s \| \| \| 5.º \| Mauro Finetto \| Nippo-Delko One Provence \| + 15 s \| \| \| 6.º \| Daniel Freitas \| Miranda-Mortágua \| + 15 s \| \| \| 7.º \| André Ramalho \| LA Alumínios-LA Sport \| + 15 s \| \| \| 8.º \| Serguéi Shílov \| Aviludo-Louletano \| + 15 s \| \| \| 9.º \| Alejandro Marque \| Atum General-Tavira-Maria Nova Hotel \| + 15 s \| \| \| 10.º \| José Manuel Díaz Gallego \| Nippo-Delko One Provence \| + 15 s \| \| |                          |                                      |                 |
| |                          |                                      |                 |
| Fuente: ProCyclingStats |                          |                                      |                 |
| Clasificación de la etapa |                          |                                      |                 |
| Ciclista | Ciclista                 | Equipo                               | Tiempo          |
| 1.º | Oier Lazkano             | Caja Rural-Seguros RGA               | 4 h 13 min 15 s |
| 2.º | Daniel McLay             | Arkéa-Samsic                         | + 15 s          |
| 3.º | Leangel Linarez          | Miranda-Mortágua                     | + 15 s          |
| 4.º | Luís Gomes               | Kelly-Simoldes-UDO                   | + 15 s          |
| 5.º | Mauro Finetto            | Nippo-Delko One Provence             | + 15 s          |
| 6.º | Daniel Freitas           | Miranda-Mortágua                     | + 15 s          |
| 7.º | André Ramalho            | LA Alumínios-LA Sport                | + 15 s          |
| 8.º | Serguéi Shílov           | Aviludo-Louletano                    | + 15 s          |
| 9.º | Alejandro Marque         | Atum General-Tavira-Maria Nova Hotel | + 15 s          |
| 10.º | José Manuel Díaz Gallego | Nippo-Delko One Provence             | + 15 s          |

| \| Clasificación general \| Clasificación general \| Clasificación general \| Clasificación general \| Clasificación general \| \| Ciclista \| Ciclista \| Equipo \| Tiempo \| \| \| --------------------- \| ------------------------ \| ------------------------------------ \| --------------------- \| --------------------- \| \| 1.º \| Amaro Antunes \| W52-FC Porto \| 13 h 14 min 12 s \| \| \| 2.º \| Frederico Figueiredo \| Atum General-Tavira-Maria Nova Hotel \| + 13 s \| \| \| 3.º \| Gustavo César Veloso \| W52-FC Porto \| + 1 min 13 s \| \| \| 4.º \| João Benta \| Rádio Popular-Boavista \| + 1 min 17 s \| \| \| 5.º \| Joni Brandão \| Efapel \| + 1 min 20 s \| \| \| 6.º \| Daniel Freitas \| Miranda-Mortágua \| + 1 min 25 s \| \| \| 7.º \| Vicente García de Mateos \| Aviludo-Louletano \| + 1 min 25 s \| \| \| 8.º \| João Rodrigues \| W52-FC Porto \| + 1 min 29 s \| \| \| 9.º \| Alejandro Marque \| Atum General-Tavira-Maria Nova Hotel \| + 1 min 38 s \| \| \| 10.º \| Ricardo Vilela \| Burgos-BH \| + 1 min 45 s \| \| |                          |                                      |                  |
| |                          |                                      |                  |
| Fuente: ProCyclingStats |                          |                                      |                  |
| Clasificación general |                          |                                      |                  |
| Ciclista | Ciclista                 | Equipo                               | Tiempo           |
| 1.º | Amaro Antunes            | W52-FC Porto                         | 13 h 14 min 12 s |
| 2.º | Frederico Figueiredo     | Atum General-Tavira-Maria Nova Hotel | + 13 s           |
| 3.º | Gustavo César Veloso     | W52-FC Porto                         | + 1 min 13 s     |
| 4.º | João Benta               | Rádio Popular-Boavista               | + 1 min 17 s     |
| 5.º | Joni Brandão             | Efapel                               | + 1 min 20 s     |
| 6.º | Daniel Freitas           | Miranda-Mortágua                     | + 1 min 25 s     |
| 7.º | Vicente García de Mateos | Aviludo-Louletano                    | + 1 min 25 s     |
| 8.º | João Rodrigues           | W52-FC Porto                         | + 1 min 29 s     |
| 9.º | Alejandro Marque         | Atum General-Tavira-Maria Nova Hotel | + 1 min 38 s     |
| 10.º | Ricardo Vilela           | Burgos-BH                            | + 1 min 45 s     |

### 4.ª etapa
| Guarda - Torre | etapa de montaña | (148 km) |

| \| Clasificación de la etapa \| Clasificación de la etapa \| Clasificación de la etapa \| Clasificación de la etapa \| Clasificación de la etapa \| \| Ciclista \| Ciclista \| Equipo \| Tiempo \| \| \| ------------------------- \| ------------------------- \| ------------------------------------ \| ------------------------- \| ------------------------- \| \| 1.º \| Joni Brandão \| Efapel \| 4 h 19 min 02 s \| \| \| 2.º \| Frederico Figueiredo \| Atum General-Tavira-Maria Nova Hotel \| + 3 s \| \| \| 3.º \| Amaro Antunes \| W52-FC Porto \| + 3 s \| \| \| 4.º \| Gustavo César Veloso \| W52-FC Porto \| + 3 s \| \| \| 5.º \| António Carvalho \| Efapel \| + 11 s \| \| \| 6.º \| João Benta \| Rádio Popular-Boavista \| + 13 s \| \| \| 7.º \| Delio Fernández \| Nippo-Delko One Provence \| + 17 s \| \| \| 8.º \| Luís Felipe Fernandes \| Rádio Popular-Boavista \| + 24 s \| \| \| 9.º \| João Rodrigues \| W52-FC Porto \| + 34 s \| \| \| 10.º \| Cristián Rodríguez \| Caja Rural-Seguros RGA \| + 34 s \| \| |                       |                                      |                 |
| |                       |                                      |                 |
| Fuente: ProCyclingStats |                       |                                      |                 |
| Clasificación de la etapa |                       |                                      |                 |
| Ciclista | Ciclista              | Equipo                               | Tiempo          |
| 1.º | Joni Brandão          | Efapel                               | 4 h 19 min 02 s |
| 2.º | Frederico Figueiredo  | Atum General-Tavira-Maria Nova Hotel | + 3 s           |
| 3.º | Amaro Antunes         | W52-FC Porto                         | + 3 s           |
| 4.º | Gustavo César Veloso  | W52-FC Porto                         | + 3 s           |
| 5.º | António Carvalho      | Efapel                               | + 11 s          |
| 6.º | João Benta            | Rádio Popular-Boavista               | + 13 s          |
| 7.º | Delio Fernández       | Nippo-Delko One Provence             | + 17 s          |
| 8.º | Luís Felipe Fernandes | Rádio Popular-Boavista               | + 24 s          |
| 9.º | João Rodrigues        | W52-FC Porto                         | + 34 s          |
| 10.º | Cristián Rodríguez    | Caja Rural-Seguros RGA               | + 34 s          |

| \| Clasificación general \| Clasificación general \| Clasificación general \| Clasificación general \| Clasificación general \| \| Ciclista \| Ciclista \| Equipo \| Tiempo \| \| \| --------------------- \| --------------------- \| ------------------------------------ \| --------------------- \| --------------------- \| \| 1.º \| Amaro Antunes \| W52-FC Porto \| 17 h 33 min 17 s \| \| \| 2.º \| Frederico Figueiredo \| Atum General-Tavira-Maria Nova Hotel \| + 13 s \| \| \| 3.º \| Gustavo César Veloso \| W52-FC Porto \| + 1 min 13 s \| \| \| 4.º \| Joni Brandão \| Efapel \| + 1 min 17 s \| \| \| 5.º \| João Benta \| Rádio Popular-Boavista \| + 1 min 27 s \| \| \| 6.º \| António Carvalho \| Efapel \| + 1 min 55 s \| \| \| 7.º \| João Rodrigues \| W52-FC Porto \| + 2 min 00 s \| \| \| 8.º \| Alejandro Marque \| Atum General-Tavira-Maria Nova Hotel \| + 2 min 15 s \| \| \| 9.º \| Delio Fernández \| Nippo-Delko One Provence \| + 2 min 31 s \| \| \| 10.º \| Cristián Rodríguez \| Caja Rural-Seguros RGA \| + 2 min 43 s \| \| |                      |                                      |                  |
| |                      |                                      |                  |
| Fuente: ProCyclingStats |                      |                                      |                  |
| Clasificación general |                      |                                      |                  |
| Ciclista | Ciclista             | Equipo                               | Tiempo           |
| 1.º | Amaro Antunes        | W52-FC Porto                         | 17 h 33 min 17 s |
| 2.º | Frederico Figueiredo | Atum General-Tavira-Maria Nova Hotel | + 13 s           |
| 3.º | Gustavo César Veloso | W52-FC Porto                         | + 1 min 13 s     |
| 4.º | Joni Brandão         | Efapel                               | + 1 min 17 s     |
| 5.º | João Benta           | Rádio Popular-Boavista               | + 1 min 27 s     |
| 6.º | António Carvalho     | Efapel                               | + 1 min 55 s     |
| 7.º | João Rodrigues       | W52-FC Porto                         | + 2 min 00 s     |
| 8.º | Alejandro Marque     | Atum General-Tavira-Maria Nova Hotel | + 2 min 15 s     |
| 9.º | Delio Fernández      | Nippo-Delko One Provence             | + 2 min 31 s     |
| 10.º | Cristián Rodríguez   | Caja Rural-Seguros RGA               | + 2 min 43 s     |

### 5.ª etapa
| Oliveira do Hospital - Águeda | etapa escarpada | (176,3 km) |

| \| Clasificación de la etapa \| Clasificación de la etapa \| Clasificación de la etapa \| Clasificación de la etapa \| Clasificación de la etapa \| \| Ciclista \| Ciclista \| Equipo \| Tiempo \| \| \| ------------------------- \| ------------------------- \| ------------------------------------ \| ------------------------- \| ------------------------- \| \| 1.º \| Daniel McLay \| Arkéa-Samsic \| 4 h 14 min 46 s \| \| \| 2.º \| Leangel Linarez \| Miranda-Mortágua \| + 0 s \| \| \| 3.º \| Riccardo Minali \| Nippo-Delko One Provence \| + 0 s \| \| \| 4.º \| Luís Gomes \| Kelly-Simoldes-UDO \| + 0 s \| \| \| 5.º \| Daniel Freitas \| Miranda-Mortágua \| + 0 s \| \| \| 6.º \| David González López \| Caja Rural-Seguros RGA \| + 0 s \| \| \| 7.º \| Rafael Silva \| Efapel \| + 0 s \| \| \| 8.º \| César Martingil \| Atum General-Tavira-Maria Nova Hotel \| + 0 s \| \| \| 9.º \| Amaro Antunes \| W52-FC Porto \| + 0 s \| \| \| 10.º \| Delio Fernández \| Nippo-Delko One Provence \| + 0 s \| \| |                      |                                      |                 |
| |                      |                                      |                 |
| Fuente: ProCyclingStats |                      |                                      |                 |
| Clasificación de la etapa |                      |                                      |                 |
| Ciclista | Ciclista             | Equipo                               | Tiempo          |
| 1.º | Daniel McLay         | Arkéa-Samsic                         | 4 h 14 min 46 s |
| 2.º | Leangel Linarez      | Miranda-Mortágua                     | + 0 s           |
| 3.º | Riccardo Minali      | Nippo-Delko One Provence             | + 0 s           |
| 4.º | Luís Gomes           | Kelly-Simoldes-UDO                   | + 0 s           |
| 5.º | Daniel Freitas       | Miranda-Mortágua                     | + 0 s           |
| 6.º | David González López | Caja Rural-Seguros RGA               | + 0 s           |
| 7.º | Rafael Silva         | Efapel                               | + 0 s           |
| 8.º | César Martingil      | Atum General-Tavira-Maria Nova Hotel | + 0 s           |
| 9.º | Amaro Antunes        | W52-FC Porto                         | + 0 s           |
| 10.º | Delio Fernández      | Nippo-Delko One Provence             | + 0 s           |

| \| Clasificación general \| Clasificación general \| Clasificación general \| Clasificación general \| Clasificación general \| \| Ciclista \| Ciclista \| Equipo \| Tiempo \| \| \| --------------------- \| --------------------- \| ------------------------------------ \| --------------------- \| --------------------- \| \| 1.º \| Amaro Antunes \| W52-FC Porto \| 21 h 48 min 03 s \| \| \| 2.º \| Frederico Figueiredo \| Atum General-Tavira-Maria Nova Hotel \| + 13 s \| \| \| 3.º \| Gustavo César Veloso \| W52-FC Porto \| + 1 min 13 s \| \| \| 4.º \| João Benta \| Rádio Popular-Boavista \| + 1 min 27 s \| \| \| 5.º \| Joni Brandão \| Efapel \| + 1 min 37 s \| \| \| 6.º \| João Rodrigues \| W52-FC Porto \| + 2 min 00 s \| \| \| 7.º \| Alejandro Marque \| Atum General-Tavira-Maria Nova Hotel \| + 2 min 15 s \| \| \| 8.º \| António Carvalho \| Efapel \| + 2 min 15 s \| \| \| 9.º \| Delio Fernández \| Nippo-Delko One Provence \| + 2 min 31 s \| \| \| 10.º \| Cristián Rodríguez \| Caja Rural-Seguros RGA \| + 2 min 43 s \| \| |                      |                                      |                  |
| |                      |                                      |                  |
| Fuente: ProCyclingStats |                      |                                      |                  |
| Clasificación general |                      |                                      |                  |
| Ciclista | Ciclista             | Equipo                               | Tiempo           |
| 1.º | Amaro Antunes        | W52-FC Porto                         | 21 h 48 min 03 s |
| 2.º | Frederico Figueiredo | Atum General-Tavira-Maria Nova Hotel | + 13 s           |
| 3.º | Gustavo César Veloso | W52-FC Porto                         | + 1 min 13 s     |
| 4.º | João Benta           | Rádio Popular-Boavista               | + 1 min 27 s     |
| 5.º | Joni Brandão         | Efapel                               | + 1 min 37 s     |
| 6.º | João Rodrigues       | W52-FC Porto                         | + 2 min 00 s     |
| 7.º | Alejandro Marque     | Atum General-Tavira-Maria Nova Hotel | + 2 min 15 s     |
| 8.º | António Carvalho     | Efapel                               | + 2 min 15 s     |
| 9.º | Delio Fernández      | Nippo-Delko One Provence             | + 2 min 31 s     |
| 10.º | Cristián Rodríguez   | Caja Rural-Seguros RGA               | + 2 min 43 s     |

### 6.ª etapa
| Caldas da Rainha - Torres Vedras | etapa llana | (155 km) |

| \| Clasificación de la etapa \| Clasificación de la etapa \| Clasificación de la etapa \| Clasificación de la etapa \| Clasificación de la etapa \| \| Ciclista \| Ciclista \| Equipo \| Tiempo \| \| \| ------------------------- \| ------------------------- \| ------------------------------------ \| ------------------------- \| ------------------------- \| \| 1.º \| Daniel McLay \| Arkéa-Samsic \| 3 h 38 min 04 s \| \| \| 2.º \| Riccardo Minali \| Nippo-Delko One Provence \| + 0 s \| \| \| 3.º \| Leangel Linarez \| Miranda-Mortágua \| + 0 s \| \| \| 4.º \| Óscar Pelegrí \| Feirense \| + 0 s \| \| \| 5.º \| João Matias \| Aviludo-Louletano \| + 0 s \| \| \| 6.º \| David González López \| Caja Rural-Seguros RGA \| + 0 s \| \| \| 7.º \| César Martingil \| Atum General-Tavira-Maria Nova Hotel \| + 0 s \| \| \| 8.º \| Luís Gomes \| Kelly-Simoldes-UDO \| + 0 s \| \| \| 9.º \| Matis Louvel \| Arkéa-Samsic \| + 0 s \| \| \| 10.º \| Daniel Freitas \| Miranda-Mortágua \| + 0 s \| \| |                      |                                      |                 |
| |                      |                                      |                 |
| Fuente: ProCyclingStats |                      |                                      |                 |
| Clasificación de la etapa |                      |                                      |                 |
| Ciclista | Ciclista             | Equipo                               | Tiempo          |
| 1.º | Daniel McLay         | Arkéa-Samsic                         | 3 h 38 min 04 s |
| 2.º | Riccardo Minali      | Nippo-Delko One Provence             | + 0 s           |
| 3.º | Leangel Linarez      | Miranda-Mortágua                     | + 0 s           |
| 4.º | Óscar Pelegrí        | Feirense                             | + 0 s           |
| 5.º | João Matias          | Aviludo-Louletano                    | + 0 s           |
| 6.º | David González López | Caja Rural-Seguros RGA               | + 0 s           |
| 7.º | César Martingil      | Atum General-Tavira-Maria Nova Hotel | + 0 s           |
| 8.º | Luís Gomes           | Kelly-Simoldes-UDO                   | + 0 s           |
| 9.º | Matis Louvel         | Arkéa-Samsic                         | + 0 s           |
| 10.º | Daniel Freitas       | Miranda-Mortágua                     | + 0 s           |

| \| Clasificación general \| Clasificación general \| Clasificación general \| Clasificación general \| Clasificación general \| \| Ciclista \| Ciclista \| Equipo \| Tiempo \| \| \| --------------------- \| --------------------- \| ------------------------------------ \| --------------------- \| --------------------- \| \| 1.º \| Amaro Antunes \| W52-FC Porto \| 25 h 26 min 07 s \| \| \| 2.º \| Frederico Figueiredo \| Atum General-Tavira-Maria Nova Hotel \| + 13 s \| \| \| 3.º \| Gustavo César Veloso \| W52-FC Porto \| + 1 min 13 s \| \| \| 4.º \| João Benta \| Rádio Popular-Boavista \| + 1 min 27 s \| \| \| 5.º \| Joni Brandão \| Efapel \| + 1 min 37 s \| \| \| 6.º \| João Rodrigues \| W52-FC Porto \| + 2 min 00 s \| \| \| 7.º \| Alejandro Marque \| Atum General-Tavira-Maria Nova Hotel \| + 2 min 15 s \| \| \| 8.º \| António Carvalho \| Efapel \| + 2 min 15 s \| \| \| 9.º \| Delio Fernández \| Nippo-Delko One Provence \| + 2 min 31 s \| \| \| 10.º \| Cristián Rodríguez \| Caja Rural-Seguros RGA \| + 2 min 43 s \| \| |                      |                                      |                  |
| |                      |                                      |                  |
| Fuente: ProCyclingStats |                      |                                      |                  |
| Clasificación general |                      |                                      |                  |
| Ciclista | Ciclista             | Equipo                               | Tiempo           |
| 1.º | Amaro Antunes        | W52-FC Porto                         | 25 h 26 min 07 s |
| 2.º | Frederico Figueiredo | Atum General-Tavira-Maria Nova Hotel | + 13 s           |
| 3.º | Gustavo César Veloso | W52-FC Porto                         | + 1 min 13 s     |
| 4.º | João Benta           | Rádio Popular-Boavista               | + 1 min 27 s     |
| 5.º | Joni Brandão         | Efapel                               | + 1 min 37 s     |
| 6.º | João Rodrigues       | W52-FC Porto                         | + 2 min 00 s     |
| 7.º | Alejandro Marque     | Atum General-Tavira-Maria Nova Hotel | + 2 min 15 s     |
| 8.º | António Carvalho     | Efapel                               | + 2 min 15 s     |
| 9.º | Delio Fernández      | Nippo-Delko One Provence             | + 2 min 31 s     |
| 10.º | Cristián Rodríguez   | Caja Rural-Seguros RGA               | + 2 min 43 s     |

### 7.ª etapa
| Loures - Setúbal | etapa escarpada | (161 km) |

| \| Clasificación de la etapa \| Clasificación de la etapa \| Clasificación de la etapa \| Clasificación de la etapa \| Clasificación de la etapa \| \| Ciclista \| Ciclista \| Equipo \| Tiempo \| \| \| ------------------------- \| ------------------------- \| ------------------------------------ \| ------------------------- \| ------------------------- \| \| 1.º \| António Carvalho \| Efapel \| 3 h 40 min 45 s \| \| \| 2.º \| Luís Felipe Fernandes \| Rádio Popular-Boavista \| + 0 s \| \| \| 3.º \| Luís Gomes \| Kelly-Simoldes-UDO \| + 0 s \| \| \| 4.º \| Gonçalo Carvalho \| Rádio Popular-Boavista \| + 0 s \| \| \| 5.º \| Mauro Finetto \| Nippo-Delko One Provence \| + 0 s \| \| \| 6.º \| Alejandro Marque \| Atum General-Tavira-Maria Nova Hotel \| + 0 s \| \| \| 7.º \| João Benta \| Rádio Popular-Boavista \| + 0 s \| \| \| 8.º \| Joni Brandão \| Efapel \| + 0 s \| \| \| 9.º \| Amaro Antunes \| W52-FC Porto \| + 0 s \| \| \| 10.º \| Frederico Figueiredo \| Atum General-Tavira-Maria Nova Hotel \| + 0 s \| \| |                       |                                      |                 |
| |                       |                                      |                 |
| Fuente: ProCyclingStats |                       |                                      |                 |
| Clasificación de la etapa |                       |                                      |                 |
| Ciclista | Ciclista              | Equipo                               | Tiempo          |
| 1.º | António Carvalho      | Efapel                               | 3 h 40 min 45 s |
| 2.º | Luís Felipe Fernandes | Rádio Popular-Boavista               | + 0 s           |
| 3.º | Luís Gomes            | Kelly-Simoldes-UDO                   | + 0 s           |
| 4.º | Gonçalo Carvalho      | Rádio Popular-Boavista               | + 0 s           |
| 5.º | Mauro Finetto         | Nippo-Delko One Provence             | + 0 s           |
| 6.º | Alejandro Marque      | Atum General-Tavira-Maria Nova Hotel | + 0 s           |
| 7.º | João Benta            | Rádio Popular-Boavista               | + 0 s           |
| 8.º | Joni Brandão          | Efapel                               | + 0 s           |
| 9.º | Amaro Antunes         | W52-FC Porto                         | + 0 s           |
| 10.º | Frederico Figueiredo  | Atum General-Tavira-Maria Nova Hotel | + 0 s           |

| \| Clasificación general \| Clasificación general \| Clasificación general \| Clasificación general \| Clasificación general \| \| Ciclista \| Ciclista \| Equipo \| Tiempo \| \| \| --------------------- \| --------------------- \| ------------------------------------ \| --------------------- \| --------------------- \| \| 1.º \| Amaro Antunes \| W52-FC Porto \| 29 h 06 min 52 s \| \| \| 2.º \| Frederico Figueiredo \| Atum General-Tavira-Maria Nova Hotel \| + 13 s \| \| \| 3.º \| Gustavo César Veloso \| W52-FC Porto \| + 1 min 13 s \| \| \| 4.º \| João Benta \| Rádio Popular-Boavista \| + 1 min 27 s \| \| \| 5.º \| Joni Brandão \| Efapel \| + 1 min 37 s \| \| \| 6.º \| João Rodrigues \| W52-FC Porto \| + 2 min 00 s \| \| \| 7.º \| Alejandro Marque \| Atum General-Tavira-Maria Nova Hotel \| + 2 min 15 s \| \| \| 8.º \| António Carvalho \| Efapel \| + 2 min 15 s \| \| \| 9.º \| Delio Fernández \| Nippo-Delko One Provence \| + 2 min 31 s \| \| \| 10.º \| Cristián Rodríguez \| Caja Rural-Seguros RGA \| + 2 min 43 s \| \| |                      |                                      |                  |
| |                      |                                      |                  |
| Fuente: ProCyclingStats |                      |                                      |                  |
| Clasificación general |                      |                                      |                  |
| Ciclista | Ciclista             | Equipo                               | Tiempo           |
| 1.º | Amaro Antunes        | W52-FC Porto                         | 29 h 06 min 52 s |
| 2.º | Frederico Figueiredo | Atum General-Tavira-Maria Nova Hotel | + 13 s           |
| 3.º | Gustavo César Veloso | W52-FC Porto                         | + 1 min 13 s     |
| 4.º | João Benta           | Rádio Popular-Boavista               | + 1 min 27 s     |
| 5.º | Joni Brandão         | Efapel                               | + 1 min 37 s     |
| 6.º | João Rodrigues       | W52-FC Porto                         | + 2 min 00 s     |
| 7.º | Alejandro Marque     | Atum General-Tavira-Maria Nova Hotel | + 2 min 15 s     |
| 8.º | António Carvalho     | Efapel                               | + 2 min 15 s     |
| 9.º | Delio Fernández      | Nippo-Delko One Provence             | + 2 min 31 s     |
| 10.º | Cristián Rodríguez   | Caja Rural-Seguros RGA               | + 2 min 43 s     |

### 8.ª etapa
| Lisboa - Lisboa | contrarreloj individual | (17,7 km) |

| \| Clasificación de la etapa \| Clasificación de la etapa \| Clasificación de la etapa \| Clasificación de la etapa \| Clasificación de la etapa \| \| Ciclista \| Ciclista \| Equipo \| Tiempo \| \| \| ------------------------- \| ------------------------- \| ------------------------------------ \| ------------------------- \| ------------------------- \| \| 1.º \| Gustavo César Veloso \| W52-FC Porto \| 21 min 34 s \| \| \| 2.º \| António Carvalho \| Efapel \| + 8 s \| \| \| 3.º \| Anthony Delaplace \| Arkéa-Samsic \| + 17 s \| \| \| 4.º \| Joni Brandão \| Efapel \| + 17 s \| \| \| 5.º \| Daniel Mestre \| W52-FC Porto \| + 26 s \| \| \| 6.º \| Alejandro Marque \| Atum General-Tavira-Maria Nova Hotel \| + 27 s \| \| \| 7.º \| Amaro Antunes \| W52-FC Porto \| + 31 s \| \| \| 8.º \| João Rodrigues \| W52-FC Porto \| + 31 s \| \| \| 9.º \| Rafael Reis \| Feirense \| + 31 s \| \| \| 10.º \| Samuel Caldeira \| W52-FC Porto \| + 32 s \| \| |                      |                                      |             |
| |                      |                                      |             |
| Fuente: ProCyclingStats |                      |                                      |             |
| Clasificación de la etapa |                      |                                      |             |
| Ciclista | Ciclista             | Equipo                               | Tiempo      |
| 1.º | Gustavo César Veloso | W52-FC Porto                         | 21 min 34 s |
| 2.º | António Carvalho     | Efapel                               | + 8 s       |
| 3.º | Anthony Delaplace    | Arkéa-Samsic                         | + 17 s      |
| 4.º | Joni Brandão         | Efapel                               | + 17 s      |
| 5.º | Daniel Mestre        | W52-FC Porto                         | + 26 s      |
| 6.º | Alejandro Marque     | Atum General-Tavira-Maria Nova Hotel | + 27 s      |
| 7.º | Amaro Antunes        | W52-FC Porto                         | + 31 s      |
| 8.º | João Rodrigues       | W52-FC Porto                         | + 31 s      |
| 9.º | Rafael Reis          | Feirense                             | + 31 s      |
| 10.º | Samuel Caldeira      | W52-FC Porto                         | + 32 s      |

## Clasificaciones finales
Las clasificaciones finalizaron de la siguiente forma:

### Clasificación general
| \| Clasificación general \| Clasificación general \| Clasificación general \| Clasificación general \| Clasificación general \| \| Ciclista \| Ciclista \| Equipo \| Tiempo \| \| \| --------------------- \| --------------------- \| ------------------------------------ \| --------------------- \| --------------------- \| \| 1.º \| Amaro Antunes \| W52-FC Porto \| 29 h 06 min 52 s \| \| \| 2.º \| Gustavo César Veloso \| W52-FC Porto \| + 42 s \| \| \| 3.º \| Frederico Figueiredo \| Atum General-Tavira-Maria Nova Hotel \| + 52 s \| \| \| 4.º \| Joni Brandão \| Efapel \| + 1 min 23 s \| \| \| 5.º \| João Benta \| Rádio Popular-Boavista \| + 1 min 50 s \| \| \| 6.º \| António Carvalho \| Efapel \| + 1 min 52 s \| \| \| 7.º \| João Rodrigues \| W52-FC Porto \| + 2 min 00 s \| \| \| 8.º \| Alejandro Marque \| Atum General-Tavira-Maria Nova Hotel \| + 2 min 11 s \| \| \| 9.º \| Cristián Rodríguez \| Caja Rural-Seguros RGA \| + 3 min 16 s \| \| \| 10.º \| Delio Fernández \| Nippo-Delko One Provence \| + 3 min 49 s \| \| |                      |                                      |                  |
| |                      |                                      |                  |
| Fuente: ProCyclingStats |                      |                                      |                  |
| Clasificación general |                      |                                      |                  |
| Ciclista | Ciclista             | Equipo                               | Tiempo           |
| 1.º | Amaro Antunes        | W52-FC Porto                         | 29 h 06 min 52 s |
| 2.º | Gustavo César Veloso | W52-FC Porto                         | + 42 s           |
| 3.º | Frederico Figueiredo | Atum General-Tavira-Maria Nova Hotel | + 52 s           |
| 4.º | Joni Brandão         | Efapel                               | + 1 min 23 s     |
| 5.º | João Benta           | Rádio Popular-Boavista               | + 1 min 50 s     |
| 6.º | António Carvalho     | Efapel                               | + 1 min 52 s     |
| 7.º | João Rodrigues       | W52-FC Porto                         | + 2 min 00 s     |
| 8.º | Alejandro Marque     | Atum General-Tavira-Maria Nova Hotel | + 2 min 11 s     |
| 9.º | Cristián Rodríguez   | Caja Rural-Seguros RGA               | + 3 min 16 s     |
| 10.º | Delio Fernández      | Nippo-Delko One Provence             | + 3 min 49 s     |

### Clasificación por puntos
| Clasificación por puntos | Clasificación por puntos | Clasificación por puntos | Clasificación por puntos | Clasificación por puntos |
| Ciclista                 | Ciclista                 | Equipo                   | Puntos                   |                          |
| ------------------------ | ------------------------ | ------------------------ | ------------------------ | ------------------------ |
| 1.º                      | Luís Gomes               | Kelly-Simoldes-UDO       | 149 pts                  |                          |
| 2.º                      | Daniel McLay             | Arkéa-Samsic             | 112 pts                  |                          |
| 3.º                      | Leangel Linarez          | Miranda-Mortágua         | 88 pts                   |                          |
| 4.º                      | António Carvalho         | Efapel                   | 78 pts                   |                          |
| 5.º                      | Riccardo Minali          | Nippo-Delko One Provence | 66 pts                   |                          |
| 6.º                      | Gustavo César Veloso     | W52-FC Porto             | 56 pts                   |                          |
| 7.º                      | Amaro Antunes            | W52-FC Porto             | 56 pts                   |                          |
| 8.º                      | Oier Lazkano             | Caja Rural-Seguros RGA   | 54 pts                   |                          |
| 9.º                      | Mauro Finetto            | Nippo-Delko One Provence | 47 pts                   |                          |
| 10.º                     | Daniel Freitas           | Miranda-Mortágua         | 46 pts                   |                          |

### Clasificación de la montaña
| Clasificación de la montaña | Clasificación de la montaña | Clasificación de la montaña          | Clasificación de la montaña | Clasificación de la montaña |
| Ciclista                    | Ciclista                    | Equipo                               | Puntos                      |                             |
| --------------------------- | --------------------------- | ------------------------------------ | --------------------------- | --------------------------- |
| 1.º                         | Hugo Nunes                  | Rádio Popular-Boavista               | 55 pts                      |                             |
| 2.º                         | Amaro Antunes               | W52-FC Porto                         | 31 pts                      |                             |
| 3.º                         | Frederico Figueiredo        | Atum General-Tavira-Maria Nova Hotel | 30 pts                      |                             |
| 4.º                         | Joni Brandão                | Efapel                               | 20 pts                      |                             |
| 5.º                         | Ricardo Mestre              | W52-FC Porto                         | 20 pts                      |                             |
| 6.º                         | Gustavo César Veloso        | W52-FC Porto                         | 13 pts                      |                             |
| 7.º                         | António Carvalho            | Efapel                               | 13 pts                      |                             |
| 8.º                         | Luís Felipe Fernandes       | Rádio Popular-Boavista               | 11 pts                      |                             |
| 9.º                         | Venceslau Fernandes         |                                      | 10 pts                      |                             |
| 10.º                        | João Benta                  | Rádio Popular-Boavista               | 10 pts                      |                             |

### Clasificación de los jóvenes
| Clasificación del mejor joven | Clasificación del mejor joven | Clasificación del mejor joven | Clasificación del mejor joven | Clasificación del mejor joven |
| Ciclista                      | Ciclista                      | Equipo                        | Tiempo                        |                               |
| ----------------------------- | ----------------------------- | ----------------------------- | ----------------------------- | ----------------------------- |
| 1.º                           | Simon Carr                    | Nippo-Delko One Provence      | 29 h 38 min 25 s              |                               |
| 2.º                           | Matis Louvel                  | Arkéa-Samsic                  | + 11 min 08 s                 |                               |
| 3.º                           | Pedro Miguel Lopes            | Kelly-Simoldes-UDO            | + 15 min 52 s                 |                               |
| 4.º                           | Carlos Canal                  | Burgos-BH                     | + 42 min 24 s                 |                               |
| 5.º                           | Oier Lazkano                  | Caja Rural-Seguros RGA        | + 1 h 10 min 48 s             |                               |
| 6.º                           | Fabio Costa                   | Kelly-Simoldes-UDO            | + 1 h 21 min 18 s             |                               |
| 7.º                           | Pedro Pinto                   | Miranda-Mortágua              | + 1 h 29 min 28 s             |                               |
| 8.º                           | Carlos Salgueiro              | LA Alumínios-LA Sport         | + 1 h 31 min 52 s             |                               |
| 9.º                           | José Sousa                    | Kelly-Simoldes-UDO            | + 1 h 39 min 38 s             |                               |
| 10.º                          | Bernardo Saavedra             | Feirense                      | + 1 h 44 min 56 s             |                               |

### Clasificación por equipos
| Clasificación por equipos | Clasificación por equipos       | Clasificación por equipos | Clasificación por equipos |
| Equipo                    | Equipo                          | Tiempo                    |                           |
| ------------------------- | ------------------------------- | ------------------------- | ------------------------- |
| 1.º                       | W52-FC Porto                    | 88 h 28 min 57 s          |                           |
| 2.º                       | RP-Boavista                     | + 9 min 54 s              |                           |
| 3.º                       | Efapel                          | + 11 min 47 s             |                           |
| 4.º                       | Nippo Delko One Provence        | + 15 min 15 s             |                           |
| 5.º                       | Tavira                          | + 20 min 44 s             |                           |
| 6.º                       | Kelly-InOutBuild-UD Oliveirense | + 35 min 45 s             |                           |
| 7.º                       | Miranda-Mortágua                | + 46 min 39 s             |                           |
| 8.º                       | Arkéa-Samsic                    | + 1 h 11 min 50 s         |                           |
| 9.º                       | Burgos-BH                       | + 1 h 17 min 58 s         |                           |
| 10.º                      | Rally Cycling                   | + 1 h 23 min 26 s         |                           |

## Evolución de las clasificaciones
| Etapa                   | Vencedor                | Clasificación general | Clasificación por puntos | Clasificación de la montaña | Clasificación de los jóvenes | Clasificación del mejor portugués | Clasificación por equipos |
| ----------------------- | ----------------------- | --------------------- | ------------------------ | --------------------------- | ---------------------------- | --------------------------------- | ------------------------- |
| Prólogo                 | Gustavo César Veloso    | Gustavo César Veloso  | no se entregó            | no se entregó               | Carlos Canal                 | Rafael Reis                       | W52-FC Porto              |
| 1.ª                     | Luís Gomes              | Gustavo César Veloso  | Daniel Mestre            | Luís Gomes                  | Carlos Canal                 | Daniel Mestre                     | W52-FC Porto              |
| 2.ª                     | Amaro Antunes           | Amaro Antunes         | Amaro Antunes            | Hugo Nunes                  | Simon Carr                   | Amaro Antunes                     | W52-FC Porto              |
| 3.ª                     | Oier Lazkano            | Amaro Antunes         | Luís Gomes               | Hugo Nunes                  | Simon Carr                   | Amaro Antunes                     | W52-FC Porto              |
| 4.ª                     | Joni Brandão            | Amaro Antunes         | Luís Gomes               | Hugo Nunes                  | Simon Carr                   | Amaro Antunes                     | W52-FC Porto              |
| 5.ª                     | Daniel McLay            | Amaro Antunes         | Luís Gomes               | Hugo Nunes                  | Simon Carr                   | Amaro Antunes                     | W52-FC Porto              |
| 6.ª                     | Daniel McLay            | Amaro Antunes         | Daniel McLay             | Hugo Nunes                  | Simon Carr                   | Amaro Antunes                     | W52-FC Porto              |
| 7.ª                     | António Carvalho        | Amaro Antunes         | Luís Gomes               | Hugo Nunes                  | Simon Carr                   | Amaro Antunes                     | W52-FC Porto              |
| 8.ª                     | Gustavo César Veloso    | Amaro Antunes         | Luís Gomes               | Hugo Nunes                  | Simon Carr                   | Amaro Antunes                     | W52-FC Porto              |
| Clasificaciones finales | Clasificaciones finales | Amaro Antunes         | Luís Gomes               | Hugo Nunes                  | Simon Carr                   | Amaro Antunes                     | W52-FC Porto              |

## UCI World Ranking
La Vuelta a Portugal otorgó puntos para el UCI World Ranking para corredores de los equipos en las categorías UCI WorldTeam, UCI ProTeam y Continental. Las siguientes tablas muestran el baremo de puntuación y los 10 corredores que obtuvieron más puntos:
| Posición              | 1.º | 2.º | 3.º | 4.º | 5.º | 6.º | 7.º | 8.º | 9.º | 10.º | 11.º | 12.º | 13.º-15.º | 16.º-25.º |
| Clasificación general | 125 | 85  | 70  | 60  | 50  | 40  | 35  | 30  | 25  | 20   | 15   | 10   | 5         | 3         |
| Por etapa             | 14  | 5   | 3   |     |     |     |     |     |     |      |      |      |           |           |
| Líder                 | 3   |     |     |     |     |     |     |     |     |      |      |      |           |           |

| Clasificación |                      |                                      |         |       |       |       |
| Posición      | Ciclista             | Equipo                               | General | Etapa | Líder | Total |
| ------------- | -------------------- | ------------------------------------ | ------- | ----- | ----- | ----- |
| 1.º           | Amaro Antunes        | W52-FC Porto                         | 125     | 17    | 18    | 160   |
| 2.º           | Gustavo César Veloso | W52-FC Porto                         | 85      | 31    | 6     | 122   |
| 3.º           | Frederico Figueiredo | Atum General-Tavira-Maria Nova Hotel | 70      | 10    | -     | 80    |
| 4.º           | Joni Brandão         | Efapel                               | 60      | 14    | -     | 74    |
| 5.º           | António Carvalho     | Efapel                               | 40      | 19    | -     | 59    |
| 6.º           | João Benta           | RP-Boavista                          | 50      | 3     | -     | 53    |
| 7.º           | João Rodrigues       | W52-FC Porto                         | 35      | -     | -     | 35    |
| 8.º           | Daniel McLay         | Arkéa Samsic                         | -       | 33    | -     | 33    |
| 9.º           | Alejandro Marque     | Atum General-Tavira-Maria Nova Hotel | 30      | -     | -     | 30    |
| 10.º          | Cristián Rodríguez   | Caja Rural-Seguros RGA               | 25      | -     | -     | 25    |